# Ђука Тончи
Ђука Тончи  (Јелса, Хвар, 14. фебруар 1938) српски и југословенски кларинетиста.

## Биографија
У Београду, при Музичкој акдемији. је 1949. године уписао нижу музичку школу у класи реномираног професора Бруно Бруна Средњу музичку школу уписао је 1951, а завршио ју је 1955, такође у класи професора Бруно Бруна.
Музичку академију уписао је још као матурант средње музичке школе, 1955, такође у класи проф. Бруно Бруна и завршио је 1959. Био је први студент који је у првој години студија на испиту из кларинета добио оцену 10.
Постдипломске студије завршава 26. септембра 1975. године на Факултету музичке уметности у Београду, у класи професора Бруно Бруна.
Године 1959. уписује постдипломске студије и завршава их 1961. године. Исте 1961. године запослио се као кларинетиста у Оркестру РТБ, да би 1965. године добио место првог кларинетисте.
Од ректора Музичке академије био је предложен за стипендисту у иностранству. Пуних 6 година Тончи Ђука је чекао на релизацију стипендије, да би 1968. године од француске владе добио једногодишњу стипендију да специјализује свирање на кларинету на Conservatoire National Superieur de Musique у Паризу код чувеног професора Ulysse Delécluse.
У водећем и чувеном музичком конзерваторијуму у Паризу, École Normale de Musique de Paris, 18. 12. 1968. године имао је концерт, где је свирао Concerto abbreviato, за соло кларинет Петра Бергама. У згради Радио телевизије Француске, 8. марта 1969. године свирао је Септет Мориса Равела у, тада чувеној, радио-емисији „Музичка недеља француске“.
На месту првог кларинетисте Оркестра РТБ остаје до пензионисања, 2003. године.

## Награде и признања
- Добитник је Годишње награде студената Музичке академије.
- Учествује на југословенском Такмичењу младих уметника Југославије у Загребу 1962. године (II награда).
- Године 1966. учествује на југословенском Такмичењу младих уметника Југославије у Загребу 1962. године (II награда).
- Учествовао је на многим југословенским фестивалима (Љубљана, Београд...) свирајући дела студената композиције.
- Године 1960. учесник је на конкурсу кларинетиста у Женеви.
- Године 1960. учесник је на конкурсу кларинетиста у Будимпешти.

## Занимљивости
- Први солистички концерт Ђука Тончи имао је у Музичкој школи Станковић, 1961. године у оквиру постдипломских студија. Значај овог концерта је у томе да је то уједно и први солистички концерт који је одржан на дувачком инструменту у Београду.
- Ђука Тончи је најмлађи магистрант музике у Југославији. Имао је свега 23 године када је завршио постдипломске студије.
- Први студент Музичке академије који је у првој години студија на испиту из кларинета добио оцену 10.
- Био је први неплаћени асистент професора Бруно Бруна.

## Снимци
- За радио-Београд и ТВ Београд снимио је велики број концерата свирајући у оркестру РТБ-а.
- За радио-Београд и ТВ Београд снимио је кларинетска дела и као солиста на кларинету.

## Педагошки рад
Краће време бавио се и педагошким радом у Музичкој школи „Славенски“ (1964), затим је дуже време успешно бесплатно асистирао професору Бруно Бруну. За време музичких турнеја професора Бруна, Тончи Ђука је држао предавања студентима кларинета.

## Написи и литература
- Лексикон југославенске музике, Загреб, 1984, св. I, 414.
- 40 година Факултета музичke уметности (Музичke akадемије) 1937-1977, Универзитет уметности у Београду, Београд, 1977, 88 стр.
- 50 година Факултета музичke уметности (Музичke akадемије), Универзитет уметности, Београд, 1988, 146 стр, последипломске студије 173 стр.